# 亞太經濟合作會議中華臺北領袖代表列表
基於亚太经济合作组织的「一个中国」政策，身为中华民国国家元首的中華民國總統无法出席每年召開一次的亞太經合峰會，因此中華民國總統每年都會任命一位領袖代表代其參加。

## 歷任領袖代表
| 年份                         | 領袖代表 | 領袖代表肖像 | 時任總統 | 代表身份                                                                       | 官方身份                                                                       | 曾任職 |
| ---------------------------- | -------- | ------------ | -------- | ------------------------------------------------------------------------------ | ------------------------------------------------------------------------------ | --- |
| 1993年美國APEC峰會           | 蕭萬長   |              | 李登輝   | 第5任經建會主委                                                                | 政務委員                                                                       | 第19任經濟部長（1990年－1993年） |
| 1994年印度尼西亞APEC峰會     | 蕭萬長   |              | 李登輝   | 第5任經建會主委                                                                | 政務委員                                                                       | 第19任經濟部長（1990年－1993年） |
| 1995年日本APEC峰會           | 辜振甫   |              | 李登輝   | 總統府資政                                                                     | 第1任海基會董事長                                                              | 總統府國策顧問（1988年－1991年） |
| 1996年菲律賓APEC峰會         | 辜振甫   |              | 李登輝   | 總統府資政                                                                     | 第1任海基會董事長                                                              | 總統府國策顧問（1988年－1991年） |
| 1997年加拿大APEC峰會         | 辜振甫   |              | 李登輝   | 總統府資政                                                                     | 第1任海基會董事長                                                              | 總統府國策顧問（1988年－1991年） |
| 1998年馬來西亞APEC峰會       | 江丙坤   |              | 李登輝   | 第7任經建會主委                                                                | 政務委員                                                                       | 第20任經濟部部長（1993年－1996年） |
| 1999年紐西蘭APEC峰會         | 江丙坤   |              | 李登輝   | 第7任經建會主委                                                                | 政務委員                                                                       | 第20任經濟部部長（1993年－1996年） |
| 2000年汶萊APEC峰會           | 彭淮南   |              | 陳水扁   | 經濟領袖代表                                                                   | 第16任中央銀行總裁                                                             | |
| 2001年中國APEC峰會           | 無       | 無           | 陳水扁   | 陳水扁欲派總統府資政、前副總統李元簇赴會，但中國大陸表示反對，故最终未能成行。 | 陳水扁欲派總統府資政、前副總統李元簇赴會，但中國大陸表示反對，故最终未能成行。 | 陳水扁欲派總統府資政、前副總統李元簇赴會，但中國大陸表示反對，故最终未能成行。 |
| 2002年墨西哥APEC峰會         | 李遠哲   |              | 陳水扁   | 經濟領袖代表                                                                   | 中央研究院院長                                                                 | 總統府資政（1991年－1994年） |
| 2003年泰國APEC峰會           | 李遠哲   |              | 陳水扁   | 經濟領袖代表                                                                   | 中央研究院院長                                                                 | 總統府資政（1991年－1994年） |
| 2004年智利APEC峰會           | 李遠哲   |              | 陳水扁   | 經濟領袖代表                                                                   | 中央研究院院長                                                                 | 總統府資政（1991年－1994年） |
| 2005年韓國APEC峰會           | 林信義   |              | 陳水扁   | 總統府資政                                                                     | 工業技術研究院董事長                                                           | 第23任行政院副院長（2002年－2004年） 第22任經濟部部長（2000年－2002年） |
| 2006年越南APEC峰會           | 張忠謀   |              | 陳水扁   | 總統顧問代表                                                                   |                                                                                | 台積電創辦人、董事長 工業技術研究院董事長（1988年－1991年） 總統府國策顧問（2000年－2001年） |
| 2007年澳大利亞APEC峰會       | 施振榮   |              | 陳水扁   | 總統顧問代表                                                                   |                                                                                | 宏碁集團創辦人 總統府國策顧問（2000年－2005年） |
| 2008年秘魯APEC峰會           | 連戰     |              | 馬英九   | 經濟領袖代表                                                                   |                                                                                | 第9任副總統（1996年－2000年） 第14任行政院院長（1993年－1997年） 第13任臺灣省政府主席（1990年－1993年） 第10任外交部部長（1988年－1990年） 第15任行政院副院長（1987年－1988年） 第11任交通部部長（1981年－1987年） |
| 2009年新加坡APEC峰會         | 連戰     |              | 馬英九   | 經濟領袖代表                                                                   |                                                                                | 第9任副總統（1996年－2000年） 第14任行政院院長（1993年－1997年） 第13任臺灣省政府主席（1990年－1993年） 第10任外交部部長（1988年－1990年） 第15任行政院副院長（1987年－1988年） 第11任交通部部長（1981年－1987年） |
| 2010年日本APEC峰會           | 連戰     |              | 馬英九   | 經濟領袖代表                                                                   |                                                                                | 第9任副總統（1996年－2000年） 第14任行政院院長（1993年－1997年） 第13任臺灣省政府主席（1990年－1993年） 第10任外交部部長（1988年－1990年） 第15任行政院副院長（1987年－1988年） 第11任交通部部長（1981年－1987年） |
| 2011年美國APEC峰會           | 連戰     |              | 馬英九   | 經濟領袖代表                                                                   |                                                                                | 第9任副總統（1996年－2000年） 第14任行政院院長（1993年－1997年） 第13任臺灣省政府主席（1990年－1993年） 第10任外交部部長（1988年－1990年） 第15任行政院副院長（1987年－1988年） 第11任交通部部長（1981年－1987年） |
| 2012年俄羅斯APEC峰會         | 連戰     |              | 馬英九   | 經濟領袖代表                                                                   |                                                                                | 第9任副總統（1996年－2000年） 第14任行政院院長（1993年－1997年） 第13任臺灣省政府主席（1990年－1993年） 第10任外交部部長（1988年－1990年） 第15任行政院副院長（1987年－1988年） 第11任交通部部長（1981年－1987年） |
| 2013年印度尼西亚APEC峰会     | 蕭萬長   |              | 馬英九   | 經濟領袖代表                                                                   |                                                                                | 第12任副總統（2008年－2012年） 第15任行政院院長（1997年－2000年） 第3屆立法委員（1996年－1997年） 第3任大陸委員會主委（1994年－1995年） 第5任經建會主委（1993年－1994年） 第19任經濟部長（1990年－1993年）         |
| 2014年中国APEC峰会           | 蕭萬長   |              | 馬英九   | 經濟領袖代表                                                                   |                                                                                | 第12任副總統（2008年－2012年） 第15任行政院院長（1997年－2000年） 第3屆立法委員（1996年－1997年） 第3任大陸委員會主委（1994年－1995年） 第5任經建會主委（1993年－1994年） 第19任經濟部長（1990年－1993年）         |
| 2015年菲律宾APEC峰会         | 蕭萬長   |              | 馬英九   | 經濟領袖代表                                                                   |                                                                                | 第12任副總統（2008年－2012年） 第15任行政院院長（1997年－2000年） 第3屆立法委員（1996年－1997年） 第3任大陸委員會主委（1994年－1995年） 第5任經建會主委（1993年－1994年） 第19任經濟部長（1990年－1993年）         |
| 2016年秘魯APEC峰會           | 宋楚瑜   |              | 蔡英文   | 總統府資政                                                                     |                                                                                | 第1任台灣省省長（1994年－1998年） 第14任台灣省政府主席（1993年－1994年） 臺北市政府市政顧問總召集人（2014年－2021年）                                                                                              |
| 2017年越南APEC峰會           | 宋楚瑜   |              | 蔡英文   | 總統府資政                                                                     |                                                                                | 第1任台灣省省長（1994年－1998年） 第14任台灣省政府主席（1993年－1994年） 臺北市政府市政顧問總召集人（2014年－2021年）                                                                                              |
| 2018年巴布亚新几内亚APEC峰会 | 張忠謀   |              | 蔡英文   | 總統顧問代表                                                                   | 行政院科技顧問                                                                 | 台積電創辦人、董事長 工業技術研究院董事長（1988年－1991年） 總統府國策顧問（2000年－2001年） |
| 2019年智利APEC峰會（取消）   | 張忠謀   |              | 蔡英文   | 總統顧問代表                                                                   | 行政院科技顧問                                                                 | 台積電創辦人、董事長 工業技術研究院董事長（1988年－1991年） 總統府國策顧問（2000年－2001年） |
| 2020年馬來西亚峰會（線上）   | 張忠謀   |              | 蔡英文   | 總統顧問代表                                                                   | 行政院科技顧問                                                                 | 台積電創辦人、董事長 工業技術研究院董事長（1988年－1991年） 總統府國策顧問（2000年－2001年） |
| 2021年紐西蘭峰會（線上）     | 張忠謀   |              | 蔡英文   | 總統顧問代表                                                                   | 行政院科技顧問                                                                 | 台積電創辦人、董事長 工業技術研究院董事長（1988年－1991年） 總統府國策顧問（2000年－2001年） |
| 2022年泰國APEC峰會           | 張忠謀   |              | 蔡英文   | 總統顧問代表                                                                   | 行政院科技顧問                                                                 | 台積電創辦人、董事長 工業技術研究院董事長（1988年－1991年） 總統府國策顧問（2000年－2001年） |
| 2023年美國APEC峰會           | 張忠謀   |              | 蔡英文   | 總統顧問代表                                                                   | 行政院科技顧問                                                                 | 台積電創辦人、董事長 工業技術研究院董事長（1988年－1991年） 總統府國策顧問（2000年－2001年） |
| 2024年秘魯APEC峰會           | 林信義   |              | 賴清德   | 總統府資政                                                                     |                                                                                | 第23任行政院副院長（2002年－2004年） 第22任經濟部部長（2000年－2002年） |

## 外部連結
- Leader's Declarations – Asia-Pacific Economic Cooperation
- Who's Who in Taiwan 2004